# Челлара
Челлара (італ. Cellara, сиц. Cellara) — муніципалітет в Італії, у регіоні Калабрія,  провінція Козенца.
Челлара розташована на відстані близько 450 км на південний схід від Риму, 45 км на північний захід від Катандзаро, 12 км на південний схід від Козенци.
Населення — 501 особа (2014).

## Демографія
Населення за роками:

Станом на 1 січня 2023 року в муніципалітеті офіційно проживало 10 іноземців з 4 країн, серед них 6 громадян країн Євросоюзу та 1 громадянин України.

## Сусідні муніципалітети
- Априльяно
- Фільїне-Вельятуро
- Мангоне
- Санто-Стефано-ді-Рольяно